# Combes
Combes é uma comuna francesa na região administrativa de Occitânia, no departamento de Hérault. Estende-se por uma área de 10,97 km². Em 2010 a comuna tinha 332 habitantes (densidade: 30,3 hab./km²).